# Omeka

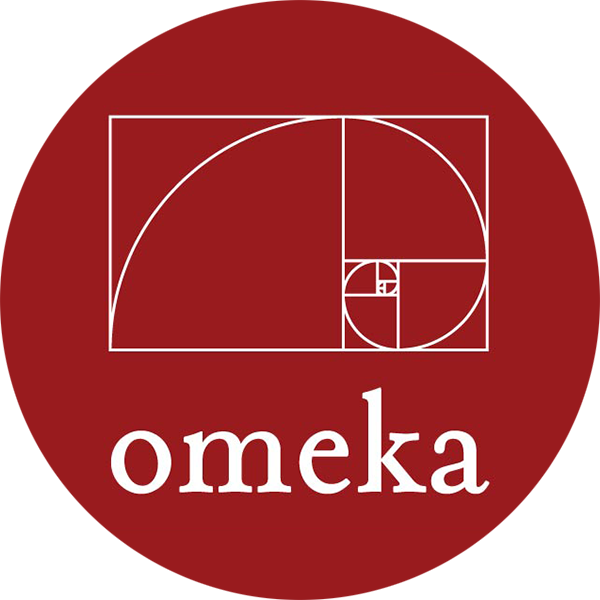
Logotipo do software Omeka

Omeka é um software livre e de código aberto, para gerenciamento de conteúdo de coleções digitais. Suas características de aplicativo para web permitem que o usuário publique e apresente objetos de herança cultural e que estenda sua funcionalidade com temas e plug-ins.Uma solução leve em comparação com softwares de repositórios institucionais tradicionais, como o DSpace e o Fedora Linux, o Omeka tem seu foco no display e usa metadados ilimitados padrão do Dublin Core.
Seu software está sendo atualmente usado pela Biblioteca Newberry, assim como diversos museus e centros de história menores.  A Escola de Jornalismo do Missouri usa o Omeka para compartilhar seu arquivo de trinta e oito mil fotografias do concurso Pictures of the Year International.
Desenvolvido pelo Roy Rosenzweig Center for History and New Media na Universidade George Mason, Omeka ganhou um prêmio de colaboração tecnológica pela Fundação Andrew W. Mellon. Omeka também é utilizado para o ensino de práticas de curadoria. 
Em novembro de 2017, o Roy Rosenzweig Center for History and New Media lançou a nova versão do Omeka, criada para uso institucional, oferecendo a capacidade de sediar diversos sites que advêm de um mesmo recurso comum. O Omeka Classic, projeto original, continua existindo ao lado da nova versão, o Omeka S, com o foco em servir a projetos individuais e educadores.

## Ligações Externas
- Site Oficial
- Sítios criados
- Repositório de códigos-fonte do Omeka